# Yohan Cabaye
Yohan Cabaye (Tourcoing, 1986. január 14. –) francia válogatott labdarúgó, jelenleg az AS Saint-Étienne játékosa.

## Pályafutása

### Klubcsapatban
A Lille csapatában nevelkedett, és itt mutatkozott be az élvonalba is. A Lille OSC játékosaként 237 mérkőzésen 36 gólt lőtt, és 33 gólpasszt adott. 2011-ben 5M €-ért a Newcastle United csapatába igazolt. Első idényében 38 meccsen 5 gólt szerzett, és 9 gólpasszt adott.

### A válogatottban
A válogatottban 48 alkalommal szerepelt, első gólját a 2012-es labdarúgó-Európa-bajnokságon szerezte Ukrajna ellen.